# Barbula pseudogracilis
Barbula pseudogracilis är en bladmossart som beskrevs av C. Müller 1872. Barbula pseudogracilis ingår i släktet neonmossor, och familjen Pottiaceae. Inga underarter finns listade i Catalogue of Life.